# Predsjednici Srbije
Predsjednik Republike Srbije je dio zakonodavne vlasti u Srbiji. Bira se na neposrednim izborima od strane građana Srbije s izbornim pravom.
Trenutačni predsjednik Republike Srbije je Aleksandar Vučić kojemu je mandat započeo službeno 31. svibnja 2017. polaganjem prisege nad srpskim ustavom i Miroslavljevim evanđeljem u Visokom domu Narodne skupštine Republike Srbije dok je primopredaja dužnosti obavljena isti dan u predsjedničkoj palači Novom dvoru u Beogradu kada mu je dotadašnji predsjednik Tomislav Nikolić uručio državni pečat i posebnu zastavu predsjednika republike. 

## Ovlasti
Prema važećem Ustavu iz 2006. godine, predsjednik Republike Srbije:
- bira ga se neposredno, a smjenjuje ga Narodna skupština
- predsjedava pet godina od dana izbora
- može biti izabran najviše dva puta za predsjednika
- predstavlja državu u zemlji i svijetu
- predlaže Narodnoj skupštini kandidata za predsjednika Vlade, pošto sasluša mišljenje predstavnika izabranih izbornih popisa
- ima pravo staviti veto na donijet Zakon i vratiti ga na ponovno razmatranje. Ako se Zakon izglasuje po drugi put, predsjednik Republike Srbije obvezan je potpisati ga.
- postavlja i opoziva ukazom veleposlanike Republike Srbije na osnovu prijedloga Vlade Srbije
- uživa imunitet kao narodni zastupnik
- ima pravo raspustiti Narodnu skupštinu i raspisati izbore za narodne zastupnike
- proglašava izvanredno stanje
- dodjeljuje pomilovanja i odlikovanja
- ne može obavljati drugu javnu funkciju ili profesionalnu djelatnost
- predsjednik Republike Srbije je ujedno i vrhovni zapovjednik Vojske Srbije.

Ako je predsjednik Republike Srbije spriječen u obavljanju svoje dužnosti, nju obavlja predsjednik Narodne skupštine.

## Predsjednici Srbije
Pogledaj i: Predsjednici Predsjedništva Socijalističke Republike Srbije.

### USFRJ,Saveznoj Republici JugoslavijiiDržavnoj zajednici Srbija i Crnoj Gora
- Slobodan Milošević (1990. – 1997.)
- Milan Milutinović (1997. – 2002.)
- Boris Tadić (2004. – 2006.)

### U neovisnoj Srbiji
- Boris Tadić (2006. – 2012.)
- Tomislav Nikolić (2012. – 2017.)
- Aleksandar Vučić (2017. – danas)

### Predsjednici Narodne skupštine kao obnašatelji predsjedničke dužnosti
- Dragan Tomić (1997.)
- Nataša Mićić (2002. – 2004.)
- Dragan Maršićanin (2004.)
- Vojislav Mihailović, potpredsjednik (2004.)
- Predrag Marković (2004.)
- Slavica Đukić-Dejanović (2012.)